# Смирнов, Иван Тимофеевич
Иван Тимофеевич Смирнов (1852, Тверская губерния — 1895, Канск) — один из первых русских рабочих-революционеров 70-х годов XIX века.

## Биография
Родился в крестьянской семье в деревне Вязницы Тверской губернии. В начале 1870-х годов работал в Петербурге на тканевой фабрике Торнтова. В 1873—1875 был одним из основных организаторов рабочего революционного движения в Петербурге. Был связан со многими революционерами-народниками, в том числе, В. М. Дьяковым.
В 1875 его начали преследовать за революционную деятельность. Скрываясь от жандармов, в 1876 переехал в Москву, где продолжил вести революционную работу. В 1876 арестован за свою деятельность и выслан в Олонецкую губернию. Бежал из ссылки и нелегально жил в Москве и Костроме. В 1878 опять арестован и выслан в Сибирь; в 1882 году бежал, но был схвачен и оправлен снова в Сибирь. Освободившись, поселился в Красноярске. В 1895 году умер в Канске.